# Otto Kopp (Maler)
Otto Kopp (geboren 1. oder 20. Dezember 1879 in München; gestorben 6. November 1947 ebenda) war ein deutscher Maler und Grafiker.

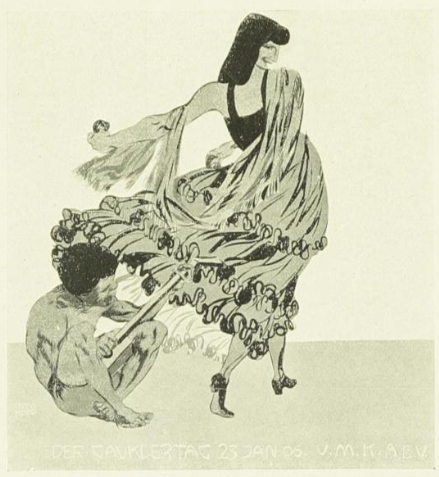
Gauklertag der Vereinigung Münchner Kunstakademiker (VMKA) 1906

## Leben
Otto Kopp studierte ab 1901 an der Akademie der Bildenden Künste München in der Zeichenschule bei Karl Raupp, bei Franz von Stuck und bei Carl von Marr sowie an der privaten Malschule von Anton Ažbe. Er war Mitglied in der Künstlergruppe Münchener Neue Secession und Mitarbeiter der Zeitschrift Jugend.
An der Münchener Akademie wirkte er lange Zeit als Lehrer für Aktzeichnen.
Schülerin Kopps in München war die deutsche Malerin Gertrude Sandmann (1893–1981).

## Werke (Auswahl)
- Badende Jungen im Wald ausgestellt auf der Wiesbadener Kunstausstellung vom 1. Oktober bis 12. Dezember 1915.[4]
- Komposition ausgestellt in der X. Ausstellung der Münchener Neuen Secession 1924.[5]
- IV. Klasse ausgestellt in der XIV. Ausstellung der Münchener Neuen Secession 1928.[6]